# Maxence Parrot
Pour les articles homonymes, voir Parrot.
Maxence Parrot, usuellement appelé Max Parrot (né le 6 juin 1994 à Cowansville), est un snowboardeur canadien spécialiste de slopestyle et de big air.
Champion olympique de slopestyle aux Jeux olympiques d'hiver de 2022, il est le sportif le plus titré des X Games en big air.

## Carrière
Né à Cowansville, Maxence Parrot grandit près de la station de ski Bromont. Son père Alain est un ancien espoir national de ski alpin et champion canadien de sauts en ski nautique,. Jeune, Max souhaite faire du snowboard mais ses parents, réticents, le poussent à travailler pendant l'été en tondant des pelouses pour s'acheter une planche à l'automne ; ce qui lui permet de commencer à descendre des pistes dès l'âge de dix ans. 
À 20 ans, Maxence Parrot est déjà une vedette du circuit de snowboard avec deux victoires aux X Games. Pour se préparer pour les Jeux olympiques de 2014, Parrot préfère quitter l'équipe nationale et s'entraîner à Bromont, près de sa famille. Après avoir signé le meilleur score des qualifications, le Canadien échoue au pied du podium, avec une cinquième place en finale.
En 2016, Max Parrot remporte l'épreuve de big air des X-Games à Aspen en réussissant un « Cab Triple Cork 1800 », un saut qu'il tente pour la première fois en compétition après l'avoir appris deux mois plus tôt. La même année, il devient le premier planchiste à réussir un « double backside rodeo 1440 ».
En janvier 2018, le Canadien remporte à nouveau la finale du big air aux Winter X Games XXII en passant un « cab triple cork 1800 » et un « front triple cork 1440 » lors de ses deuxième et troisième sauts, ce qui lui permet de devancer ses concurrents avec un total de 75 points.
Le 17 janvier 2019, Max Parrot annonce publiquement qu'il a été diagnostiqué d'un cancer du système lymphatique, le lymphome de Hodgkin, le 21 décembre 2018. Son diagnostic intervient après qu'il a constaté des irritations de la peau et une bosse sur son cou. Il entreprend alors six mois de chimiothérapie, excluant toute participation à des compétitions pendant cette période-là,. Après trois mois, un scan révèle que 95% des cellules cancéreuses ont disparu. En août, après douze séances de chimiothérapie qui lui apportent maux de cœur et de tête et un sommeil long de 13 à 14 heures, le vice-champion olympique est remis de son cancer. Il accepte de devenir porte-parole de la Société de leucémie et lymphome du Canada. 
À la fin du mois d'août 2019, le sportif reprend l'entraînement de manière intensive, six jours sur sept, avec un nouvel entrain en vue des Summer X Games organisés à Oslo. Il y remporte la médaille d'or dans l'épreuve de big air pour son retour à la compétition,.
En 2022, alors qu'il n’a pas disputé d'épreuve en Coupe du monde, Parrot remporte la médaille d’or olympique au slopestyle lors des Jeux olympiques d'hiver de Pékin,. Dans sa deuxième descente, il place un triple tire-bouchon 1620 degrés pour obtenir 90,96 points,,. La semaine suivante, le Canadien remporte une médaille de bronze dans l'épreuve du big air.

## Palmarès

### Jeux olympiques d'hiver
- Médaillé d'or en Slopestyle à Pékin en 2022.
- Médaillé d'argent en Slopestyle à Pyeongchang en 2018.
- Médaillé de bronze en Big air à Pékin en 2022

### Championnats du monde de snowboard
- Médaillé d'argent en big air à Aspen en 2021

### Coupe du monde de snowboard
- 1 petit globe de cristal :
  - Vainqueur du classement big air en 2016.
- (Vainqueur du classement Big Air en 2021 sans petit globe de cristal décerné avec seulement une épreuve).
- 13 podiums dont 8 victoires en carrière.

### Winter X Games
- Médaillé d'argent lors des Winter X Games XXVI en 2022.
- Médaillé d'or au Big Air lors des Winter X Games XXIV en 2020.
- Médaillé d'or au Big Air lors des Winter X Games XXII en 2018.
- Médaillé d'or au Big Air lors des Winter X Games XXI en 2017.
- Médaillé d'argent au Big Air 2017
- Médaillé d'or au Big Air lors des Winter X Games XX en 2016.
- Médaillé d'argent au Big Air 2016
- Médaillé d'argent au Big Air 2015
- Médaillé d'or au Big Air 2014
- Médaillé d'or en Slopestyle 2014
- Médaille d'argent en Slopestyle 2013